# Imre Pulai
Imre Pulai (ur. 14 listopada 1967 w Budapeszcie) – węgierski kajakarz, kanadyjkarz. Dwukrotny medalista olimpijski.
W igrzyskach brał udział czterokrotnie (IO 1988, IO 1992, IO 1996, IO 2000). Pierwszy medal, brązowy, wywalczył w Atlancie, w jedynkach na dystansie 500 m. Cztery lata później triumfował w dwójce. Partnerował mu Ferenc Novák. Siedem razy stawał na podium mistrzostw świata, cztery razy sięgając po złoto (C-4 1000 m: 1993, 1994, 2003, C-1 1000 m: 1995), dwa po srebro (C-1 500 m: 1994, C-2 500 m: 1999) i raz po brąz (C-1 500 m: 1995).